# Szugioka Daiki
Szugioka Daiki (杉岡 大暉) (Adacsi, 1998. szeptember 8. –) japán válogatott labdarúgó.

## Pályafutása

### Klubcsapatokban
A labdarúgást a Shonan Bellmare csapatában kezdte. 95 bajnoki mérkőzésen lépett pályára és 6 gólt szerzett. 2018-ban japán ligakupa címet szerzett. 2020-ban a Kasima Antlers csapatához szerződött.

### Válogatottban
A japán U20-as válogatott tagjaként részt vett a 2017-es U20-as labdarúgó-világbajnokságon. 2019-ben debütált a japán válogatottban. A japán válogatott tagjaként részt vett a 2019-es Copa Américán. A japán válogatottban 3 mérkőzést játszott.

## Statisztika
| Japán válogatott | Japán válogatott | Japán válogatott |
| Időszak          | Mérk.            | gól              |
| ---------------- | ---------------- | ---------------- |
| 2019             | 3                | 0                |
| Összesen         | 3                | 0                |